# Iunie 2003
Acest articol este generat integral pe baza informațiilor din articolul 2003 și este actualizat periodic de un robot.
 Editările făcute în articol vor fi șterse la următoarea actualizare! Dacă doriți să faceți modificări, editați articolul-sursă.

ianuarie -
februarie -
martie -
aprilie -
mai -
iunie -
iulie -
august -
septembrie -
octombrie -
noiembrie -
decembrie
Iunie 2003 a fost a șasea lună a anului și a început într-o zi de duminică.

## Evenimente
- 8 iunie: Polonia aprobă aderarea la Uniunea Europeană printr-un referendum.
- 14 iunie: Republica Cehă aprobă aderarea la Uniunea Europeană printr-un referendum.
- 30 iunie: Partidele de război din Republica Democrată Congo semnează un acord de pace, punând capăt celui de-al doilea război din Congo din care a rezultat milioane de morți.

## Decese
Donald Jack (Donald Lamont Jack), 78 ani, scriitor canadian (n. 1924)
Adalbert Boroș, 94 ani, preot romano-catolic, român (n. 1908)
Ken Grimwood (Kenneth Milton Grimwood), 59 ani, scriitor american (n. 1944)
Gheorghe Mărdărescu, 81 ani, fotbalist și antrenor român (n. 1921)
Florea Răgălie, 88 ani, militar român (n. 1915)
Gregory Peck (n. Eldered Gregory), 87 ani, actor american (n. 1916)
Georg Henrik von Wright, 87 ani, filosof finlandez (n. 1916)
Emanuel Elenescu, 92 ani, compozitor și dirijor român (n. 1911)
Knézy Jenő, 58 ani, jurnalist maghiar (n. 1944)
Vasil Bykaŭ, 79 ani, scriitor belarus (n. 1924)
Strom Thurmond (James Strom Thurmond Sr.), 100 ani, politician american, ofițer și avocat care a reprezentat Carolina de Sud în Senatul Statelor Unite între 1954 și 2003 (n. 1902)
Prințul Carl, Duce de Östergötland (n. Carl Gustaf Oscar Fredrik Christian), 92 ani, prinț suedez (n. 1911)
Winfried Bruckner, 65 ani, scriitor austriac (n. 1937)
Iacob Burghiu, 61 ani, regizor din R. Moldova (n. 1941)
Mordechai Hod, 76 ani, general israelian (n. 1926)
Constantin Sofroni, 53 ani, primar al municipiului Suceava (1996-2000), (n. 1950)
Joseph P. Overton (Joseph Paul Overton), 43 ani, politolog american (n. 1960)